# 异孔盾形提灯虫
异孔盾形提灯虫（学名：Lychnaspis polyancistra）为穿盾虫科盾形提灯虫属的动物。分布于大西洋、俾斯麦群岛、苏门答腊、那波利湾与第勒尼安海以及中国东海等海域。